# Champions Hockey League (2008/2009)
Champions Hockey League (CHL) var en ishockeyturnering som bara spelades i en säsong (säsongen 2008/2009) och var Champions League i ishockey. Arrangör var International Ice Hockey Federation (IIHF). Champions Hockey League ersatte Europeiska klubbmästerskapet i ishockey, och segraren tilldelades Silver Stone Trophy. Säsongen 2008/2009 startade i september, och avslutades med två finalmatcher som spelades 21-28 januari 2009. Två lag från Champions Hockey League och ett lag från National Hockey League tävlade dessutom om Victoria Cup följande höst.
Från säsongen 2014/2015 återuppstår turneringen som en vidareutveckling av European Trophy-konceptet. Den nya CHL ägs gemensamt av 26 klubbar, 6 ligor och IIHF.

## Säsongen 2008/2009
Huvudartikel: Champions Hockey League 2008/2009
Säsongen 2008/2009 var den första och enda säsongen av Champions Hockey League och på grund av korta förberedelser deltog endast tolv lag från Europas sju högst rankade ligor. De fyra högst rankade ligorna (Ryssland, Finland, Tjeckien och Sverige) hade med två lag. Ligorna som är rankade 5-7 (Slovakien, Schweiz och Tyskland) fick med ett lag var. Den tolfte och sista platsen gick till vinnaren av ett kvalspel mellan de näst bästa lagen från ligorna som var rankade 5-7.
Kvalturneringen spelades i Nurmberg Arena den 12-14 september och vanns av SC Bern, före Sinupret Ice Tigers och HC Košice.
Gruppspelet spelades mellan 8 oktober och 3 december. Kvalificerade dit var Metallurg Magnitogorsk, Salavat Yulayev Ufa, Kärpät, Espoo Blues, Slavia Prag, Ceske Budejovice, HV71, Linköpings HC, Slovan Bratislava, ZSC Lions Zürich, Eisbären Berlin och kvalvinnaren SC Bern.
Semifinaler och finaler spelades mellan 10 december 2008 och 28 januari 2009.

## Avbrytandet av Champions Hockey League
Den 15 juni 2009 beslutade IIHF att turneringen skulle ta ett års time out på grund av den finansiella krisen.
Den 9 mars 2010 meddelade IIHF att de och de europeiska ligorna inte kom överens om att göra CHL 2010/2011. Det innebar att det inte blev någon CHL 2010/2011. En ny turnering med samma namn startade säsongen 2014/2015.

## Vinnare
| Vinnare av Champions Hockey League | Vinnare av Champions Hockey League | Vinnare av Champions Hockey League |
| ---------------------------------- | ---------------------------------- | ---------------------------------- |
| Säsong                             | Vinnare                            | Silver                             |
| 2008-2009                          | ZSC Lions                          | Metallurg Magnitogorsk             |